# Cténuche de Virginie
Ctenucha virginica
 (octobre 2020).
Si vous disposez d'ouvrages ou d'articles de référence ou si vous connaissez des sites web de qualité traitant du thème abordé ici, merci de compléter l'article en donnant les références utiles à sa vérifiabilité et en les liant à la section « Notes et références ».
Espèce
Synonymes
- Sphinx virginica Esper, 1794
- Ctenucha latreillana Kirby, 1837

La Cténuche de Virginie (Ctenucha virginica) est une espèce de lépidoptères (papillons) américains de la famille des Erebidae et de la sous-famille des Arctiinae.

## Morphologie
L'imago de Ctenucha virginica est un papillon d'une envergure de 40 à 50 mm.
Il ressemble au Cisseps à col orangé (Cisseps fulvicollis).

## Distribution et biotopes
Il est actif dans les champs de mai à juillet en Amérique du Nord.

## Plantes hôtes
La chenille se nourrit sur différentes sortes de végétaux, comme les Iris et les Carex.

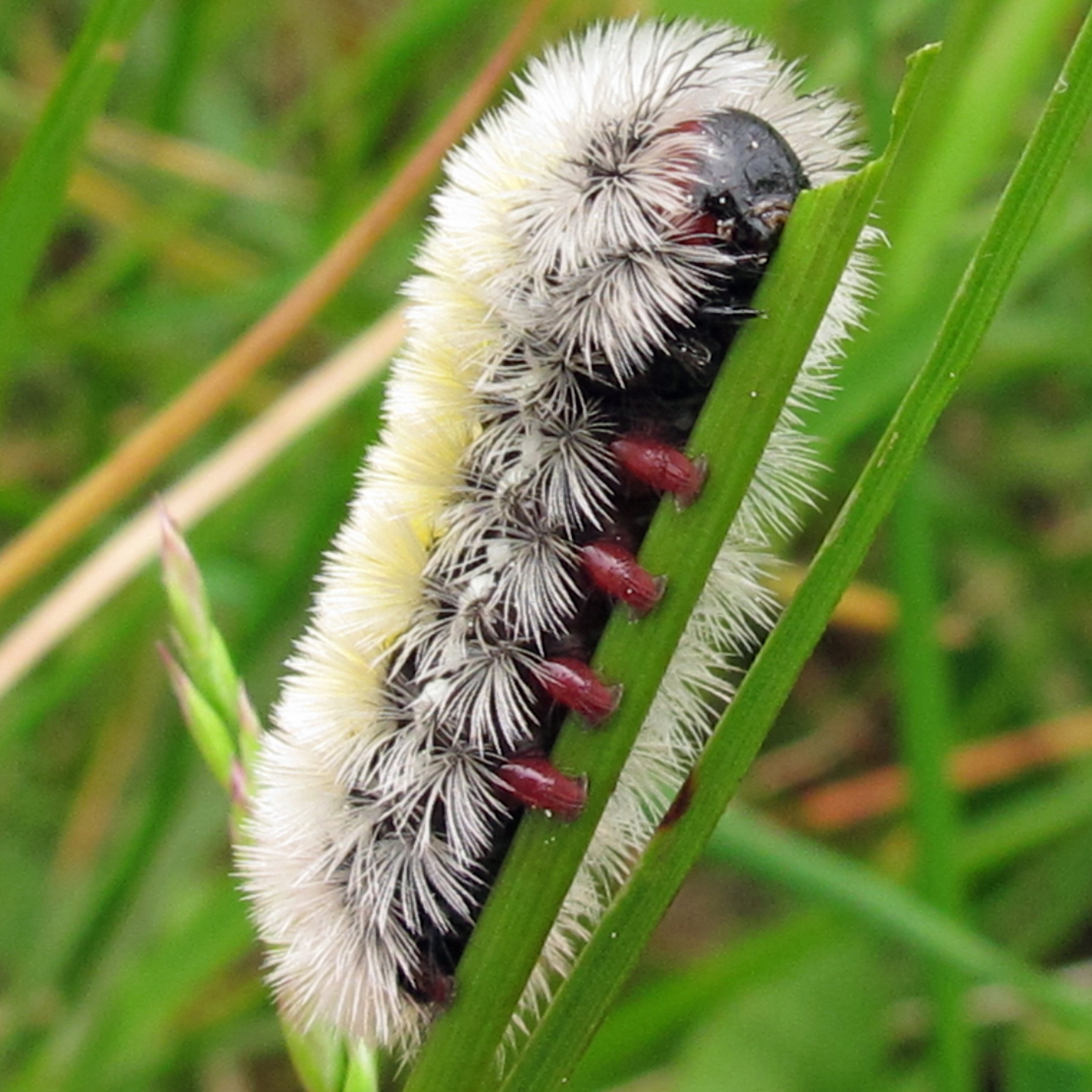
Chenille.
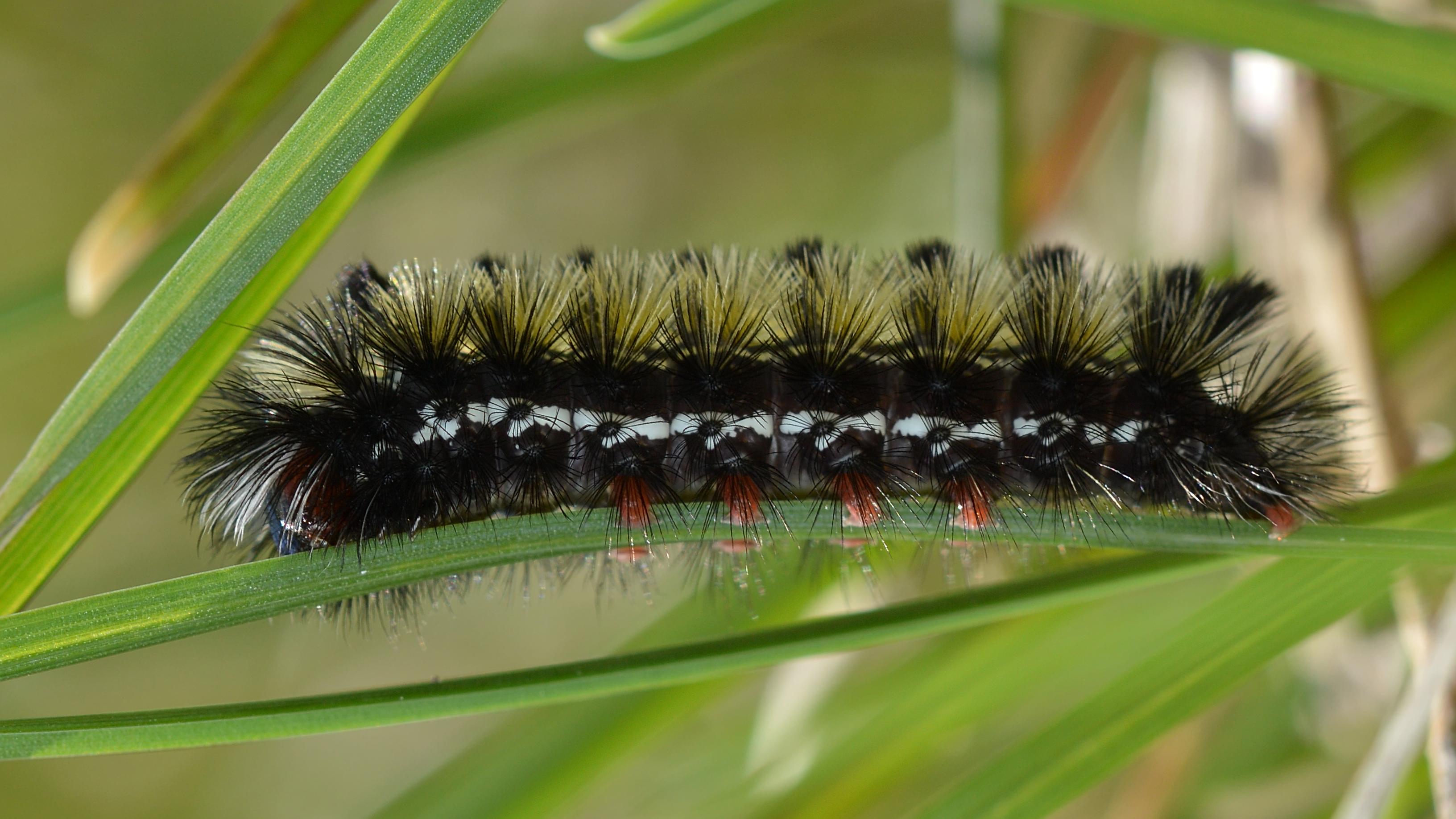
Autre chenille.